# Фридрих Лудвиг (Вюртемберг)
Фридрих Лудвиг фон Вюртемберг (на немски: Friedrich Ludwig von Württemberg; * 14 декември 1698 в Щутгарт; † 23 ноември 1731 в Лудвигсбург) от Дом Вюртемберг е наследствен принц на херцогство Вюртемберг.
Той е единственият син на херцог Еберхард Лудвиг фон Вюртемберг (1676 – 1733) и първата му съпруга Йохана Елизабет фон Баден-Дурлах (1680 – 1757), дъщеря на маркграф Фридрих VII Магнус фон Баден-Дурлах и Августа Мария фон Шлезвиг-Холщайн-Готорп.
Той постоянно е болен и умира на 23 ноември 1731 г. в Лудвигсбург на 32 години. Херцог става Карл Александер фон Вюртемберг (линия Винентал).

## Фамилия
Фридрих Лудвиг фон Вюртемберг се жени на 8 декември 1716 г. в Берлин за принцеса Хенриета Мария фон Бранденбург-Швет (* 2 март 1702 в Швет; † 7 май 1782 в дворец Кьопеник, Берлин), дъщеря на маркграф Филип Вилхелм фон Бранденбург-Швет и съпругата му принцеса Йохана Шарлота фон Анхалт-Десау. Те имат две деца:
- Еберхард Фридрих (1718 – 1719)
- Луиза Фридерика (1722 – 1791), омъжена на 2 март 1746 г. в Швет за херцог Фридрих II фон Мекленбург-Шверин (1717 – 1785)